# Mitológicas
Mitológicas (en original en francés Mythologiques) es una obra en cuatro volúmenes sobre antropología cultural escrita por Claude Lévi-Strauss. 
Los cuatro volúmenes de Mitológicas son:
1. Lo crudo y lo cocido (Le Cru et le cuit, 1964).
2. De la miel a las cenizas (Du miel aux cendres, 1967).
3. El origen de las maneras de mesa (L'Origine des manières de table, 1968).
4. El hombre desnudo (L'Homme nu, 1971).